# 獵雷艦
獵雷艦，也稱獵雷艇，是一種能夠主動搜尋、探測並銷毀個體水雷的軍艦，具有排水量低、磁場弱的特點。和掃雷艦不同的是，掃雷艦會將整片雷區盡數清理，並不會事前探雷。兼具猎雷舰和扫雷舰功能的舰艇称为猎扫雷舰。